# エマオの晩餐 (レンブラント、ルーヴル美術館)
『エマオの晩餐』（エマオのばんさん、英: Supper at Emmaus）、または『エマオの巡礼者たち』（エマオのじゅんれいしゃたち、仏: Les Pèlerins d'Emmaüs、英: The Prilgrims at Emmaus）は、17世紀オランダ黄金時代の巨匠レンブラント・ファン・レインが1648年にマホガニー板上に油彩で制作した絵画である。1734年5月12日にアムステルダムでのウィレム・シックス（Willem Six）のコレクションの競売、続いてパリでの3つの競売を経て、4番目の競売の結果、1777年にフランスの王室コレクションのために取得された。現在、パリのルーヴル美術館に所蔵されている。

## 作品

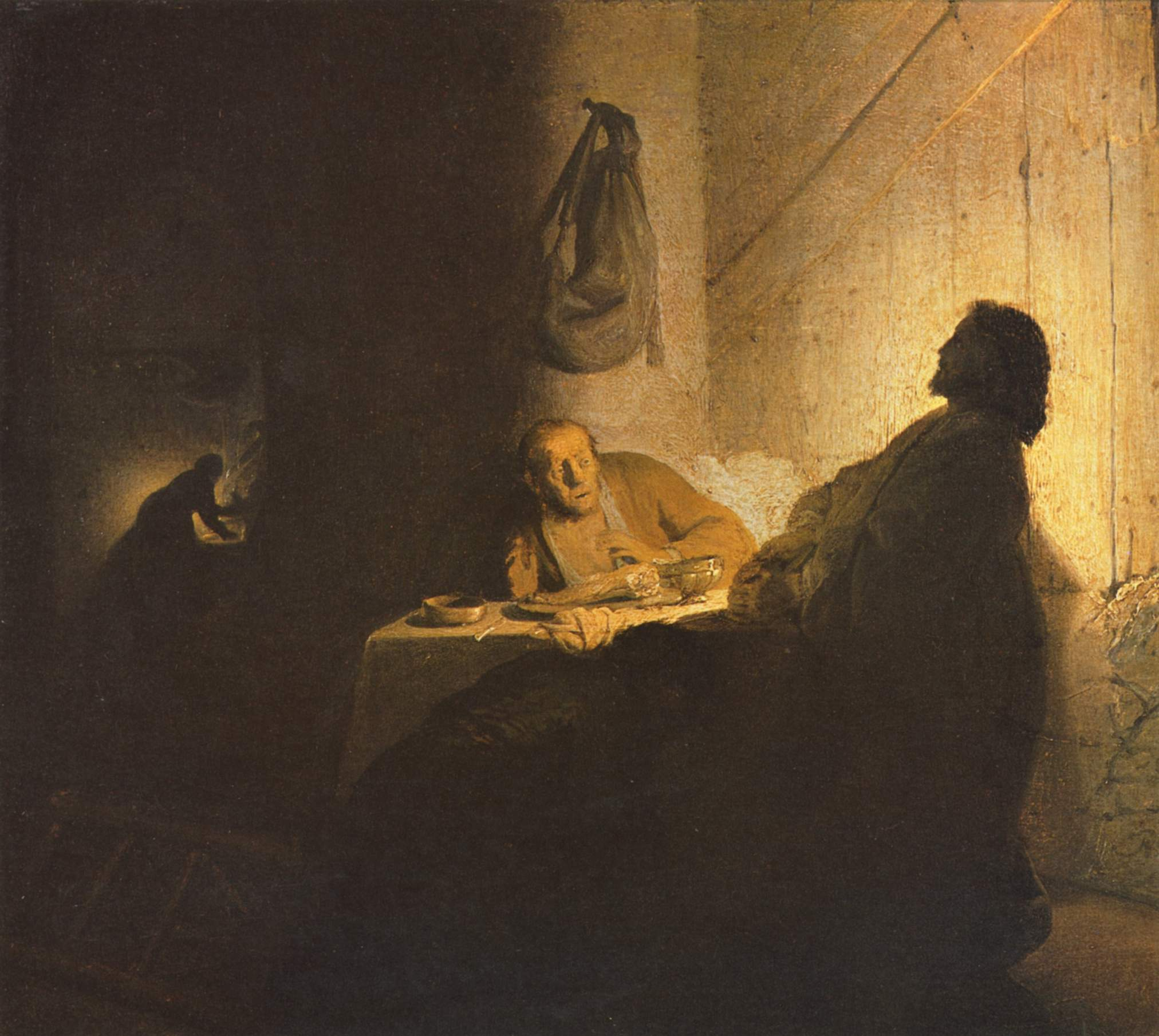
レンブラント『エマオの晩餐』（1628年ごろ） ジャックマール＝アンドレ美術館 （パリ）

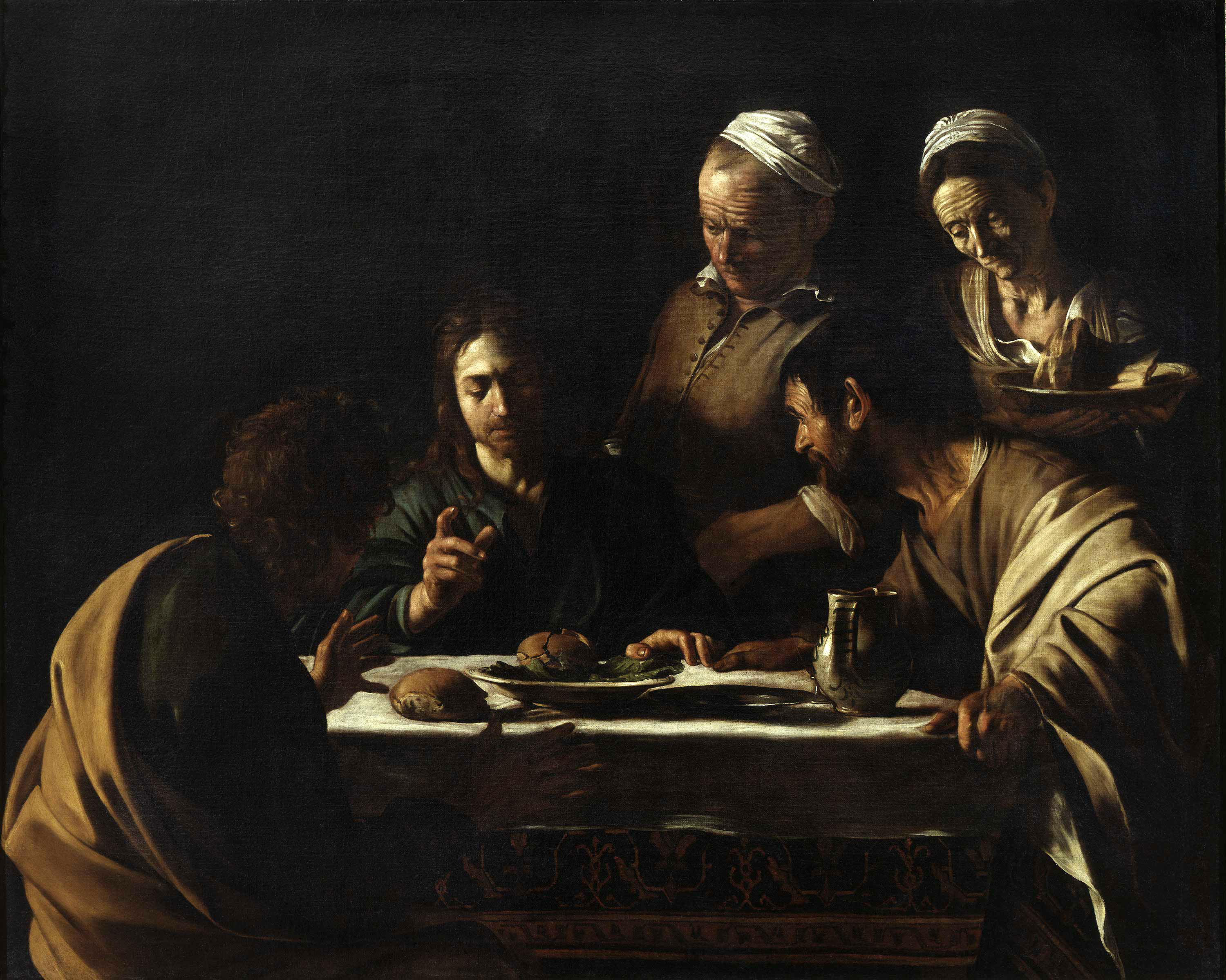
カラヴァッジョ『エマオの晩餐』（1606年ごろ） ブレラ美術館 （ミラノ）

本作の主題は『新約聖書』から取られている。復活したイエス・キリストがエルサレム近郊の村エマオで2人の弟子と宿を共にすることになり、パンを割いて祝福する場面である (ルカによる福音書 24章)。この時、初めて弟子たちはキリストの正体を悟るが、次の瞬間、キリストは姿を消してしまう。
レンブラントは、初期のレイデン時代にも『エマオの晩餐』 (ジャックマール＝アンドレ美術館) を描いている。しかし、その作品では極端な明暗の対比を用い、構図も斜めの線を主にしたバロック的性格を顕著に見せ、弟子たちの驚愕の描写に焦点を置いている。それに対して、イタリアの巨匠カラヴァッジョの『エマオの晩餐』(ブレラ美術館) から人物の構成を借りている本作では、動きは最小限に抑えられており、古典的静謐さに近づいている。事実、正面を向いているキリストの姿勢には、レオナルド・ダ・ヴィンチの『最後の晩餐』の影響が指摘されている。本作では、キリストの神聖さは、弟子たちと同様に鑑賞者にも自ずから感得されるものになっている。
なお、大きなアーチを持った背景表現には、ヴェネツィア派の影響が認められる。